# 국수나무 (프랜차이즈)
국수나무는 대한민국의 음식점을 운영하는 기업이다. 주로 국수를 파는 기업이다.

## 설명
국수나무는 실제로 존재하는 나무인 국수나무를 그대로 명칭으로 따와 이름이 붙여진 기업이며 2006년 6월에 최초로 설립된 기업이다. 대한민국에는 약 500개의 음식점 매장을 운영하고 있으며 중국에도 6개의 매장을 운영하고 있다. 국수나무에서 운영하는 음식점 중에서 가장 큰 음식점은 부천터미널에 위치하고 있다. 국수나무에서는 국수를 비롯한 면류의 음식들을 주로 판매하지만 돈가스나 떡볶이, 만두, 튀김 등과 같은 분식들도 같이 판매하며 밥과 같은 식사류들도 같이 판매하고 있다. 돈가스 중에서는 김치찌개와 돈가스를 합친 음식인 김치찌개 돈가스를 국수나무에서 팔기도 한다.

## 같이 보기
- 음식점
- 기업